# 金融重建基金
金融重建基金（簡稱RTC），是為了讓經營不善之中華民國金融機構平和順利退出金融市場以消弭金融風暴於無形，經參酌美、日、韓等國以公共資金挹注方式於一定期間內適度實施全額保障存款人權益及彌補問題金融機構財務缺口等機制，2001年6月27日立法院三讀通過《行政院金融重建基金設置及管理條例》、7月9日總統令公布施行；後為擴大基金財源、提高基金運作效能，行政院提報《行政院金融重建基金設置及管理條例修正草案》，2005年5月31日立法院三讀通過、6月22日總統令公布施行。管理單位為行政院金融重建基金管理會，主管機關為金融監督管理委員會。

## 經營不善金融機構處理原則
2001年，金融重建基金委託中央存款保險公司處理經營不善金融機構，處理原則：
1. 確保存款人權益。
2. 安定金融秩序。
3. 金融服務不中斷。
4. 社會成本降低。

## 賠付資產負債缺口情形
迄2008年6月30日止，金融重建基金依法賠付：38家農會、漁會信用部，金額約新臺幣495億元、占24%；9家信用合作社，金額約新臺幣433億元、占21%；7家銀行（含信託投資公司），金額約新臺幣1,134億元、占55%。

## 參照
- 美國的 RTC（清理信託公司Resolution Trust Corporation）
- 日本的 RCC（整理回收機構The Resolution and Collection Corporation）基金
- 韓國的 NPA 基金（不良資產管理基金Non-Performing Assets Fund）及DIF基金（存款保險基金Deposit Insurance Fund）

## 相關
- 中央存款保險公司
- 日本金融再生計劃

## 外部連結
- 行政院金融重建基金簡介 （页面存档备份，存于）（繁體中文）
- 行政院金融重建基金設置及管理條例 （页面存档备份，存于）（繁體中文）